# Oxybelis brevirostris
Oxybelis brevirostris là một loài rắn trong họ Rắn nước. Loài này được Cope mô tả khoa học đầu tiên năm 1861.

## Hình ảnh

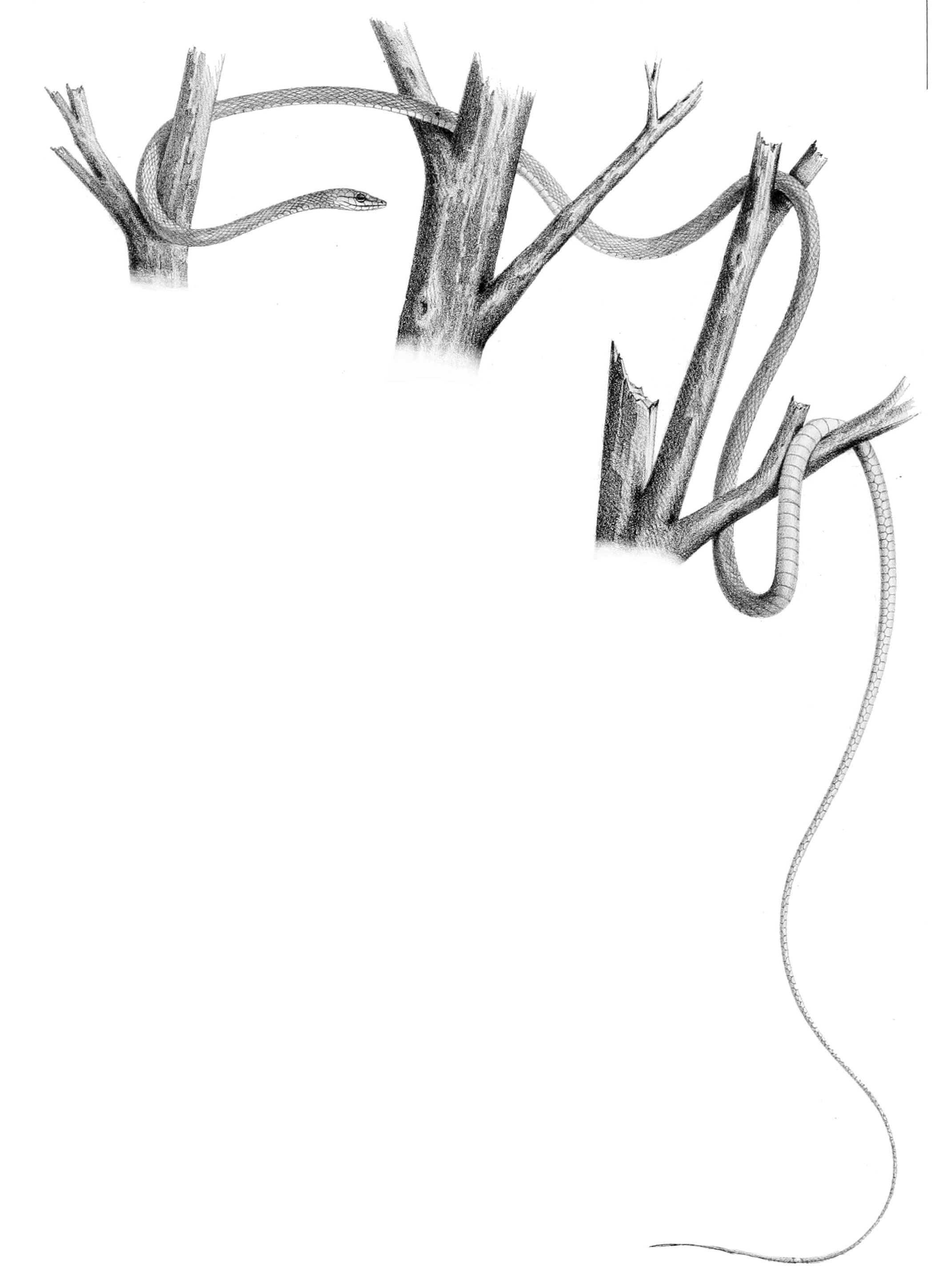